# Ö3 Austria Top 40
Ö3 Austria Top 40 je službena top lista singlova Austrije.
Cliff Richard je imao prvi broj jedan singl s pjesmom "Das ist die Frage aller Fragen". Najuspješniji singl je "Candle in the Wind 1997" od Eltona Johna. Najuspješniji singl austrijskog izvođača je "Anton aus Tirol" od DJ Ötzi, to je isto prva pjesma koja je bila na ljestvici najviše vremena. Oni koji imaju najviše broj jedan hitova od 1980. godine su Rainhard Fendrich i Christina Stürmer.

## Voditelji

### Disc Parade
- Ernst Grissemann
- Rudi Klausnitzer

### Die Großen 10 von Ö3
- Rudi Klausnitzer
- Hans Leitinger

### Pop-Shop
- Hans Leitinger

### Hit wähl mit
- Hans Leitinger
- Udo Huber

### Die Großen 10
- Udo Huber

### Ö3 Top-30
- Udo Huber

### Ö3 Austria Top 40
- Udo Huber
- Martina Kaiser
- Matthias Euler-Rolle
- Gustav Götz

## Vanjske poveznice
- Službena stranica
- Ö3 Austria Top 40 (singlovi) Arhivirana inačica izvorne stranice od 17. srpnja 2012. (Wayback Machine)
- Arhiva